# La Victoria (República Dominicana)
La Victoria é uma pequena comunidade da República Dominicana pertencente à província de Santo Domingo. Sua população estimada em 2012 era de 31 235 habitantes.